# Leskea tenuirostris
Leskea tenuirostris là một loài Rêu trong họ Leskeaceae. Loài này được (Schwägr.) Hook. ex Hampe mô tả khoa học đầu tiên năm 1878.